# لينجوني
لينجوني هي قرية تقع في جزيرة أنجوان في جزر القمر. بلغ عدد سكانها 2,228 نسمة حسب إحصاء عام 1991.